# Liolaemus frassinettii
Liolaemus frassinettii — вид ігуаноподібних ящірок родини Liolaemidae. Ендемік Чилі.

## Поширення і екологія
Liolaemus frassinettii є ендеміками гірського масиву Альто-де-Кантільяна в регіоні Сантьяго, що є частиною Чилійського прибережного хребта. Вони живуть у перехідній зоні між нотофагусовими лісами і високогірними луками, віддають перевагу кам'янистим ділянкам. Зустрічаються на висоті від 2109 до 2281 м над рівнем моря. Є живородними.

## Збереження
МСОП класифікує цей вид як вразливий. Liolaemus frassinettii може загрожувати знищення природного середовища.